# Micky Yoochun
Pak Ju-čchon (hangul: 박유천, hanča: 朴有天; * 4. června 1986), někdy také známý pod svým koncertním jménem Micky Yoochun (v Jižní Koreji), je korejský zpěvák, rapper, skladatel, textař a herec. Byl členem populárního jihokorejského boy bandu JYJ, ale debutoval i jako člen jihokorejské popové skupiny TVXQ.
Dne 23. dubna 2019 oznámila agentura, z důvodu jeho zapojení do drogové aféry, Park's Yoochunův odchod do důchodu. 19. listopadu 2020 vydal navzdory svému slibu, že odejde ze zábavního průmyslu, album Re: mind.